# Fosfovanadylite-Ba
La fosfovanadylite-Ba è un minerale.

## Etimologia
Il nome deriva dalla composizione chimica: phospho-, e vanadyl-, per la presenza del gruppo fosfovanadato.